# Resolutie 2410 Veiligheidsraad Verenigde Naties
Resolutie 2410 van de Veiligheidsraad van de Verenigde Naties werd op 10 april 2018 aangenomen met dertien stemmen voor en twee onthoudingen. De resolutie verlengde de MINUJUSTH-vredesmacht in Haïti met een jaar.

## Standpunten
Landen als Rusland, China, Bolivia en ook Haïti zelf vonden dat met name de Verenigde Staten als auteur van de tekst geen rekening had gehouden met hun standpunten. Zo was men het er niet mee eens dat MINUJUSTH's mandaat onder hoofdstuk VII van het Handvest van de Verenigde Naties werd gesteld. Hoofdstuk VII laat de Veiligheidsraad toe om bijvoorbeeld militair in te grijpen of economische sancties op te leggen, terwijl de situatie in Haïti geen bedreiging voor de internationale vrede en veiligheid vormde. Vanuit Haïti was gevraagd MINUJUSTH's mandaat onder hoofdstuk VI van het Handvest te stellen. China vond verder dat MINUJUSTH er was om de Haïtiaanse bevolking te ondersteunen met het oog op de terugtrekking en zich niet te veel moest bezighouden met mensenrechten, nu de situatie in het land stabiel was.
De VS stelde dat sommige leden verdeeldheid probeerden te zaaien over "gebruikelijk taalgebruik in vredeshandhaving", maar dat de tekst de Veiligheidsraads steun aan de opbouw van een sterker Haïti bevestigde, wat noodzakelijk was voor de overgang naar een niet-vredesoperatie in oktober 2019.

## Achtergrond
Haïti werd al sedert de jaren 1990 geplaagd door politieke chaos, corruptie en rebellen. In 2004 stuurden de Verenigde Naties de MINUSTAH-vredesmacht naar het land om er de orde te handhaven, nadat de regering van Jean-Bertrand Aristide omver was geworpen door een staatsgreep. In 2010 verergerde de situatie verder nadat een zware aardbeving grote schade veroorzaakte. Begin oktober 2016 werd het land ook nog eens zwaar getroffen door een orkaan.
Er waren al verschillende schandalen geweest rond de vredesmacht in Haïti. Zo werden in 2007 een honderdtal blauwhelmen uit Sri Lanka weggestuurd na beschuldigingen over seksueel misbruik van minderjarigen. In 2011 zouden vijf blauwhelmen uit Uruguay iemand hebben aangerand, maar werden vrijgesproken omdat het slachtoffer onvindbaar was. Daarnaast hadden Nepalese blauwhelmen in 2010 een cholera-epidemie veroorzaakt, en zagen Haïtianen de vredesmacht steeds meer als een bezettingsmacht.

## Inhoud
De situatie in Haïti bleef stabiel, waardoor de transitie van de MINUSTAH- naar de MINUJUSTH-vredesmacht goed was verlopen.
MINUJUSTH's mandaat werd verlengd tot 15 april 2019. De missie bleef de Haïtiaanse overheid helpen met het verbeteren van het rechtsstelsel, het gevangeniswezen, de opbouw van de Nationale Politie en het toezicht op de mensenrechten. Er werd ook beslist ten vroegste 15 oktober twee van de zeven politie-eenheden terug te trekken.
Secretaris-generaal António Guterres had een vertrekstrategie uitgewerkt die de taken de komende twee jaar zou overdragen op de overheid. Hij moest dit plan verfijnen met specifieke voorwaarden en datums, en ook rapporteren over de vooruitgang in het behalen van die doelstellingen. Ook moest hij voorstellen formuleren over wat de VN nog voor Haïti zou kunnen betekenen na de terugtrekking van de vredesmacht.
Lijst ·  2398 ·  2399 ·  2400 ·  2401 ·  2402 ·  2403 ·  2404 ·  2405 ·  2406 ·  2407 ·  2408 ·  2409 ·  2410 ·  2411 ·  2412 ·  2413 ·  2414 ·  2415 ·  2416 ·  2417 ·  2418 ·  2419 ·  2420 ·  2421 ·  2422 ·  2423 ·  2424 ·  2425 ·  2426 ·  2427 ·  2428 ·  2429 ·  2430 ·  2431 ·  2432 ·  2433 ·  2434 ·  2435 ·  2436 ·  2437 ·  2438 ·  2439 ·  2440 ·  2441 ·  2442 ·  2443 ·  2444 ·  2445 ·  2446 ·  2447 ·  2448 ·  2449 ·  2450 ·  2451